# 페르디난트 폰 브라운슈바이크볼펜뷔텔 공자

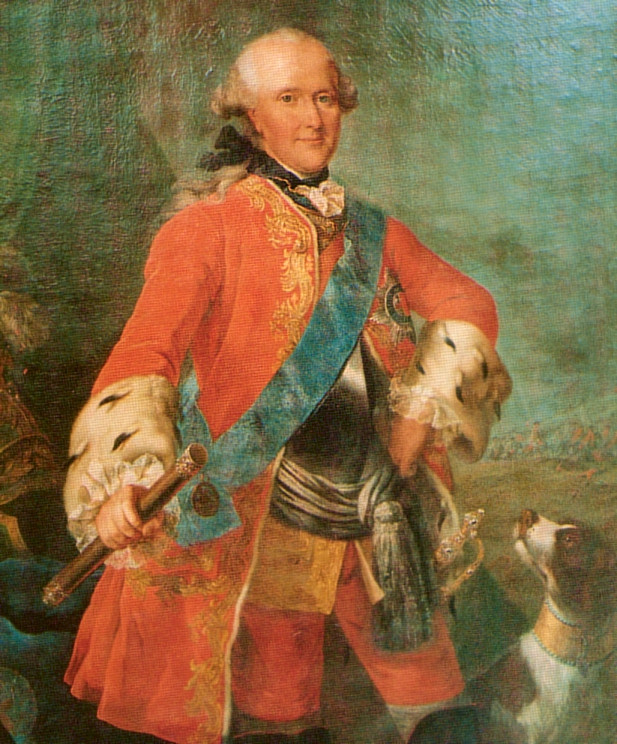
브라운슈바이크 공작 페르디난트

페르디난트 폰 브라운슈바이크 볼펜뷔텔 공자(독일어: Ferdinand Prinz von Braunschweig-Wolfenbüttel, 1721년 1월 12일 ~ 1792년 7월 3일)는 브라운슈바이크뤼네부르크 공국의 공작이자 프로이센의 육군 원수이다.

## 생애
페르디난트는 브라운슈바이크 공작 페르디난트 알브레히트 2세의 넷째 아들로 볼펜뷔텔에서 태어났다.
1756년~1763년 7년 전쟁 당시 처남이자 프로이센 대왕 프리드리히 2세와 함께 서부 독일 지역을 지켰다. 프리드리히 2세가 오스트리아와 싸우는 동안 그는 프랑스에 맞서 프로이센 측면을 방어했는데 1740년 프로이센 군대에 들어가 오스트리아 왕위 계승 전쟁에서 1741년 슐레지엔 몰비츠 전투, 1742년 호투지츠 전투, 1745년 조르 전투에 참가해 모두 승리했다. 7년 전쟁 중에서는 작센과 보헤미아에서 싸우다가 1757년 서부 독일 지역에서 1758년 크레펠트 전투와 1759년 민덴 전투에서 승리했다. 1766년에는 프리드리히 2세와의 관계로 오스트리아 육군원수 계급을 받아들여 프로이센 군대를 떠났고 영국 본국과 북아메리카 식민지 사이의 미국 독립 전쟁이 발발하자 영국으로부터 총사령관직을 부탁받았으나 거절했다.